# Fabio Hernán Rodríguez
Fabio Hernán Rodríguez Hernández (Cogua, Cundinamarca, 21 de septiembre de 1966) es un ex ciclista profesional colombiano, profesional desde 1989 hasta 1996.
Como profesional, su principal victoria fue la Vuelta a los Valles Mineros de 1993. Es reconocido por ser el primer entrenador del ciclista Egan Bernal, primer latinoamericano en ganar el Tour de Francia en 2019.

## Palmarés
1989
- 2.º en la Vuelta a Cundinamarca

1991
- Clásico RCN

1993
- Vuelta a los Valles Mineros

## Resultados engrandes vueltas
| Carrera         | 1990 | 1991 | 1992 | 1993 |
| Tour de Francia | -    | -    | -    | -    |
| Giro de Italia  | -    | -    | -    | -    |
| Vuelta a España | Ab.  | -    | 21.º | 44.º |

## Equipos
- Pony Malta-Avianca (1989-1991)
- CLAS-Cajastur (1992-1993)
- Mapei-CLAS (1994)
- Gaseosas Glacial (1995)
- Glacial-Selle Italia (1996)